# Estádio Dr. Magalhães Pessoa
Das Estádio Dr. Magalhães Pessoa (voller Name: Estádio Municipal Dr. Magalhães Pessoa) ist ein Fußballstadion mit Leichtathletikanlage in der portugiesischen Stadt Leiria. Der Fußballverein União Leiria nutzt es für seine Heimspiele. Es war Austragungsort von zwei Gruppenspielen der Fußball-Europameisterschaft 2004. Die Anlage fasst 30.000 Zuschauer und wurde am 19. November 2003 offiziell durch das Spiel Portugal gegen Kuwait (8:0) eröffnet. Die vom Architekten Tomás Taveira entworfene Spielstätte ist im Besitz der Stadt Leiria. Die von 11.000 auf 30.000 Plätze erweiterte Sportstätte ist Teil des städtischen Sportzentrums.
Heute bietet das städtische Stadion 23.888 Plätze.

## Spiele der Fußball-Europameisterschaft 2004 in Leiria
- 13. Juni 2004, Gruppe B:  Schweiz –  Kroatien 0:0
- 17. Juni 2004, Gruppe B:  Kroatien –  Frankreich 2:2 (0:1)